# TM-62M

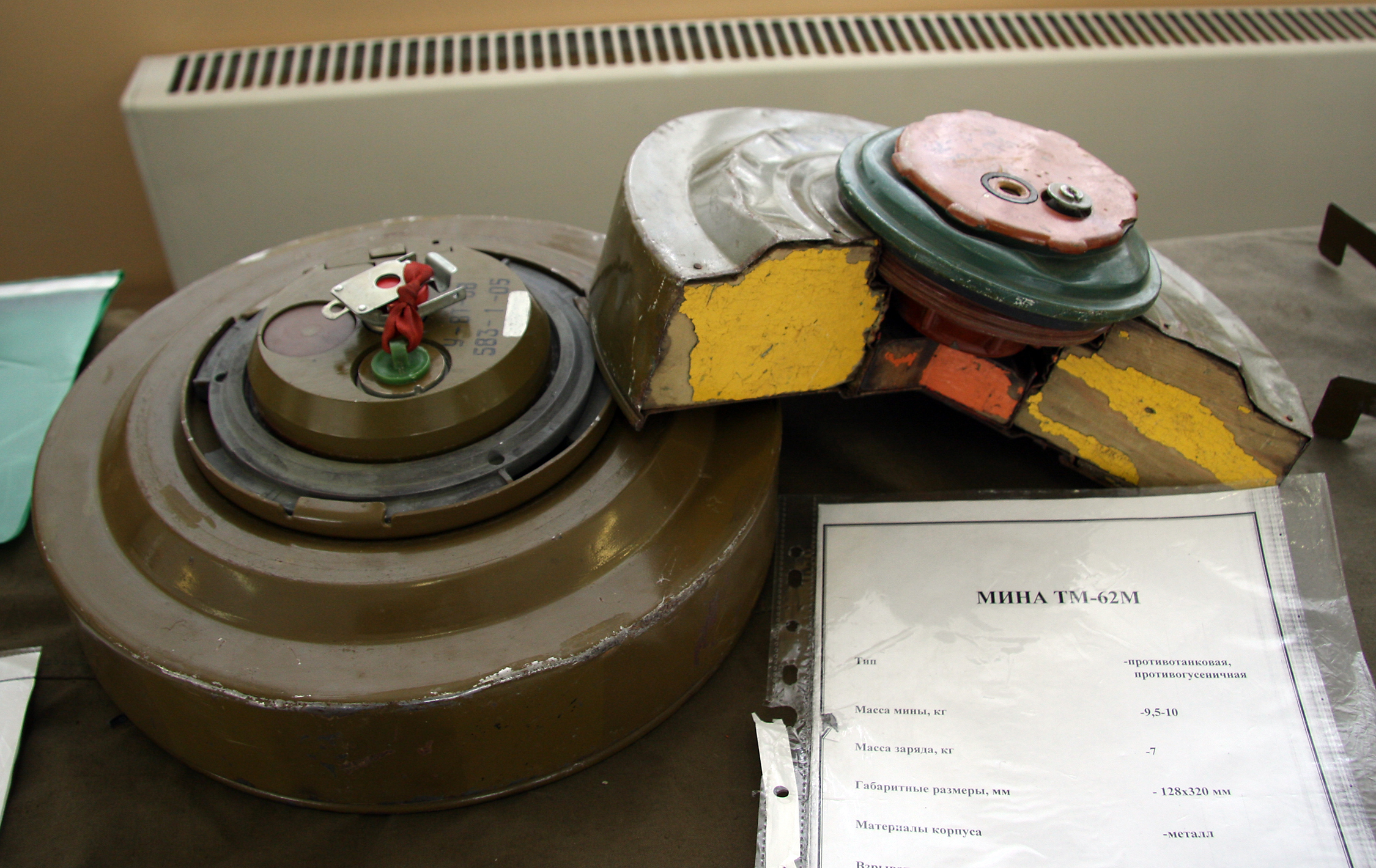
Przekrój miny TM-62M

TM-62M (ros. ТМ-62М) – radziecka mina przeciwpancerna, udoskonalona wersja miny TM-57. Znajduje się w uzbrojeniu Wojska Polskiego i była w Polsce produkowana na licencji.

## Charakterystyka
TM-62M jest miną o działaniu naciskowym przeznaczoną do niszczenia układów jezdnych bojowych wozów. Za względu na konstrukcje zapalnika MWCz-62, minę można stosować do mechanicznego ustawiania.
TM-62M ma korpus tłoczony z blachy stalowej zawierający 7,0 kg trotylu lub mieszanki MS. W centralnej części miny znajduje się zapalnik naciskowy MWCz-62 (w Polsce stosowany jest także zapalnik magnetyczno-naciskowy ZMN). W kadłubie jest tuleja z gwintem górnym do wkręcenia zapalnika i dolnym do wkręcenia nakrętki umocowującej detonator pośredni. Kadłub miny wypełniony jest mieszanką MS (7,5 kg) i detonatorem pośrednim. Nacisk potrzebny do zadziałania miny wynosi 200-500 kg. Minę można uzbroić zapalnikiem naciskowego działania MWCz-62. Zapalnik MWCz-62 składa się z kadłuba z przyciskiem, zegarowego mechanizmu zabezpieczającego, mechanizmu uderzeniowego zapalnika, zapału M-1, nakrętki ochronnej z pobudzaczem oraz bezpiecznika transportowego. Do przestawienia mechanizmu uderzeniowego zapalnika z położenia transportowego w bojowe, służy bezpiecznik zegarowy uruchamiany za pomocą przycisku z opóźnieniem wynoszącym 1,5 - 2 minut.
Miny TM-62M mogą być ustawiane ręcznie, z pochylni minerskich lub przy pomocy ustawiaczy min PMR-3, GMZ-3 lub SUM-Kalina.